# 拉卢雷-拉菲托
拉卢雷-拉菲托（法語：Lalouret-Laffiteau，法語發音：[laluʁɛ lafito]）是法国上加龙省的一个市镇，属于圣戈当区。该市镇于1848年由原市镇拉卢雷（Lalouret）和拉菲托（Laffiteau）合并而成。

## 地理
拉卢雷-拉菲托（43°11'4"N, 0°42'14"E）面积5.39 平方千米，位于法国奧克西塔尼大區上加龙省，该省份为法国西南部内陆省份，西南端与西班牙接壤，自此顺时针与上比利牛斯省、热尔省、塔恩-加龙省、塔恩省、奥德省和阿列日省接壤。
与拉卢雷-拉菲托接壤的市镇（或旧市镇、城区）包括：卡尔代亚克、拉尔康、洛德、圣马尔塞。

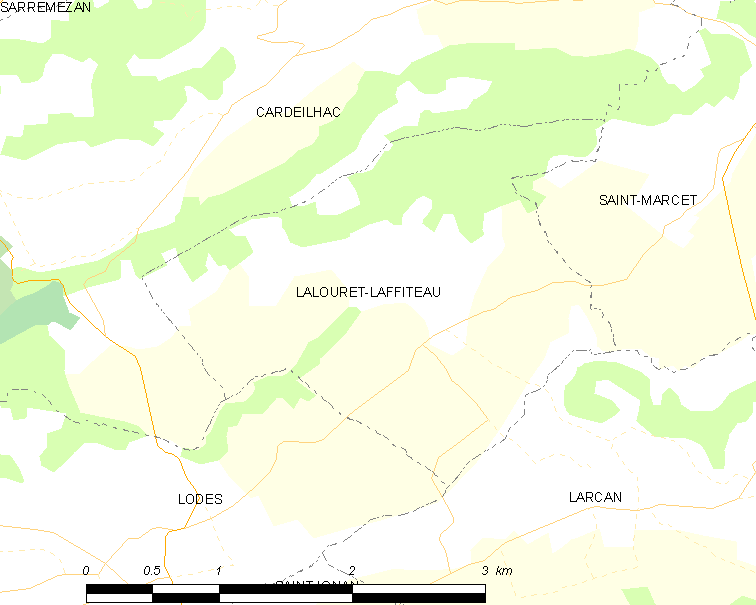
拉卢雷-拉菲托的OSM定位图

拉卢雷-拉菲托的时区为UTC+01:00、UTC+02:00（夏令时）。

## 行政
拉卢雷-拉菲托的邮政编码为31800，INSEE市镇编码为31268。

## 政治
拉卢雷-拉菲托所属的省级选区为圣戈当县。

## 人口

1962-2008年间拉卢雷-拉菲托人口变化图示

拉卢雷-拉菲托于2022年1月1日时的人口数量为137人。